# Gyzyletrek
 Gyzyletrek, anche conosciuta come Bayat-Khadzhi o Kyzyl-Atrek, è la città capoluogo del distretto di Etrek situato nella provincia di Balkan, in Turkmenistan.